# Forstødt
Forstødt er en tysk stumfilm fra 1919 af Georg Jacoby.

## Medvirkende
- Pola Negri som Maria
- Harry Liedtke som Wengerade
- Paul Hansen som Pieter van der Straaten
- Magnus Stifter som Pablo Fuentes
- Albert Patry som Staatsrat Alexander